# Le Monde de Sophie
Le Monde de Sophie (titre original : Sofies verden) est un roman philosophique publié en 1991 et écrit par l'écrivain norvégien Jostein Gaarder. Il est traduit en 54 langues (français en 1995). Le roman se veut une introduction à la philosophie, à ses différents mouvements et à son évolution.

## Résumé
Un jour, Sophie Amundsen, une jeune fille de quatorze ans (au début du roman), trouve dans sa boîte une lettre qui lui est adressée, et sur laquelle n'est inscrite qu'une seule phrase : « Qui es-tu ? ». Puis une autre lettre où est écrit : « D’où vient le monde ? ». Ces deux questions sont essentielles en philosophie.
Sophie se retrouve ainsi catapultée, un peu malgré elle, dans un monde philosophique comprenant les cours de philosophie donnés par l'énigmatique Alberto Knox, qui a le don de faire comprendre à Sophie (et aux lecteurs aussi donc) la philosophie, les courants, les visions du monde, etc.
Ainsi commence, sous la forme d'un roman d'aventure, un voyage au pays des philosophes, où sont présentées de grandes figures de la philosophie, comme Socrate, Platon, Aristote, Descartes, Spinoza, Hegel et Sartre.
Au fil de l’histoire, des faits troublants apparaissent, à commencer par des lettres reçues par Sophie qu’elle doit faire suivre à une inconnue nommée Hilde Møller Knag et les mystérieuses manifestations du père de celle-ci, Albert Knag.

## Sommaire
| Chapitre                        | Thèmes et philosophes abordés |
| ------------------------------- | --- |
| 1. Le jardin d'Éden             | Identité, vie, origine du monde                                                                                                  |
| 2. Le chapeau haut-de-forme     | Étonnement philosophique, altérité                                                                                               |
| 3. Les mythes                   | Mythologie nordique, rites, mythologie grecque, Xénophane                                                                        |
| 4. Les philosophes de la nature | Religion, philosophie présocratique, Thalès, Anaximandre, Anaximène, Parménide, Héraclite, Empédocle, Anaxagore, Quatre éléments |
| 5. Démocrite                    | Atomisme, matérialisme, perception                                                                                               |
| 6. Le destin                    | Superstition, Oracle de Delphes, serment d'Hippocrate                                                                            |
| 7. Socrate                      | Maïeutique, ironie socratique, agnosticisme, sophistes                                                                           |
| 8. Athènes                      | Aréopage, agora |
| 9. Platon                       | Allégorie de la caverne, immortalité de l'âme, Académie, théorie des formes, réminiscence, la République                         |
| 10. Le chalet du major          | |
| 11. Aristote                    | Science, logique, raison, forme, matière, les quatre causes, finalité, puissance et acte                                         |
| 12. L'hellénisme                | Cynisme, stoïcisme, épicurisme, néoplatonisme, mysticisme                                                                        |
| 13. Les cartes postales         | |
| 14. Deux cultures               | Christianisme, culture sémitique, salut                                                                                          |
| 15. Le Moyen Âge                | Saint Augustin, manichéisme, Royaume de Dieu, providence, grâce, Thomas d'Aquin                                                  |
| 16. La Renaissance              | Humanisme, panthéisme, héliocentrisme, Luther, Erasme, Newton                                                                    |
| 17. Le Baroque                  | Déterminisme, libre arbitre, idéalisme                                                                                           |
| 18. Descartes                   | Rationalisme, Problème corps-esprit, doute hyperbolique, argument ontologique, homme-machine                                     |
| 19. Spinoza                     | Substance, Deus sive natura, monisme, Sub specie æternitatis, éthique                                                            |
| 20. Locke                       | Empirisme, droit naturel, séparation des pouvoirs                                                                                |
| 21. Hume                        | Idée du "moi", causalité, habitude, agnosticisme, Loi de Hume                                                                    |
| 22. Berkeley                    | Esse est percipi aut percipere                                                                                                   |
| 23. Bjerkely                    | |
| 24. Le siècle des Lumières      | Déisme, Droit de l'homme, Olympe de Gouges                                                                                       |
| 25. Kant                        | Forme a priori, chose en soi, impératif catégorique                                                                              |
| 26. Le romantisme               | Ironie romantique, Schelling |
| 27. Hegel                       | Processus dialectique |
| 28. Kierkegaard                 | Foi, subjectivisme, stades esthétique, éthique et religieux, Bouddha                                                             |
| 29. Marx                        | Matérialisme dialectique, aliénation, communisme, lutte des classes, John Rawls, voile d'ignorance                               |
| 30. Darwin                      | Naturalisme, sélection naturelle, origine de la vie                                                                              |
| 31. Freud                       | Psychanalyse, inconscient, projection, interprétation des rêves, surréalisme                                                     |
| 32. L'époque contemporaine      | Existentialisme, absurde, Jean-Paul Sartre, Simone de Beauvoir                                                                   |
| 33. La réception en plein air   | |
| 34. Contrepoint                 | |
| 35. Le Big Bang                 | Expansion de l'Univers |

## Adaptation au cinéma
Une adaptation du roman au cinéma sous le même titre, Sofies verden, est réalisée par Erik Gustavson et sort sur les écrans en Norvège en 1999.